# Карл II Гонзага-Неверський
Карл II Гонзага-Неверський (італ. Carlo III di Gonzaga-Nevers), (3 жовтня 1629 — 14 серпня 1665) — герцог Мантуї у 1637—1665 роках, суверенний князь Арша у 1637—1665 роках, герцог Неверський (1637—1659), герцог Ретельський (1637—1659), герцог Майєннський (1632—1654), син герцога Майєннського Шарля Гонзага-Невера та герцогині Монтферрата Марії Гонзага.

## Життєпис
Карл народився у Мантуї 3 жовтня 1629 року. Він був єдиним сином герцога Майєннського Шарля Гонзага-Невера та його дружини, герцогині Монтферрата Марії Гонзага. Мав сестру Елеонору та, за згадкою одного з хроністів, ще одну — Марію. Хлопчик з'явився на світ під час війни за Мантуанський спадок, в період правління свого діда Карла I Гонзага-Неверського.
Батько помер, коли йому не виповнилося ще двох років. Матір більше заміж не виходила. 1637-го не стало й діда, який залишив малолітнього Карла єдиним спадкоємцем. До його повноліття регентські функції виконувала Марія Гонзага. Її мудра внутрішня соціальна політика, а також переорієнтування Мантуї у зовнішніх зв'язках із Франції на Іспанію та Священну Римську імперію, сприяли післявоєнному розвитку країни та зростанню добробуту населення.
У жовтні 1647 Карл став повноважним правителем Мантуї. Слабкий і недосконалий володар, він спрямовував зусилля не на благо держави, а на здобуття особистої користі. Віддавав перевагу влаштуванню видовищних заходів, аніж керуванню справами країни. До того ж, відразу після початку його правління, в країні почався голод, викликаний повінню річок Мінчо та По.

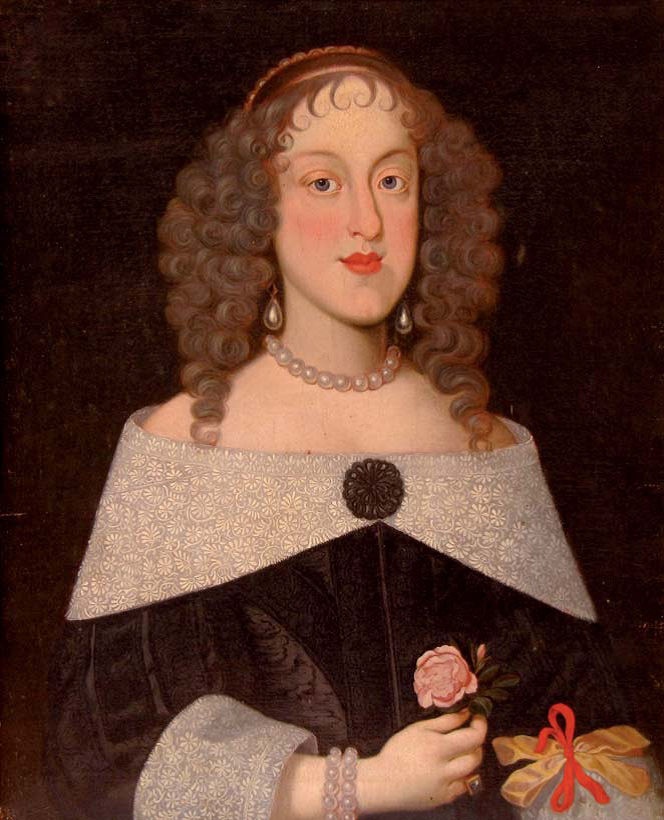
Ізабелла Клара Австрійська

Коли герцогу виповнилося 20, матір влаштувала його шлюб австрійською ерцгерцогинею Ізабеллою Кларою, його одноліткою. Весілля відбулося 7 листопада 1649. Шлюб був заключений з політичних мотивів. В особистому житті Кард віддавав перевагу своїй коханці Маргариті делла Ровере. У подружжя народився єдиний син. Після цього стосунки Карла з дружиною були вичерпані. Карл часто їздив до Маргарити, залишаючи герцогство, а також мав романи з чоловіками, у тому числі — з відомим оперним співаком Атто Мелані.
Марнотратство правителя призвело до погіршення економічної ситуації в країні. Для вирішення цього питання Карл прибув до Франції для продажу своїх майєннських володінь. Оформивши продаж кардиналу Джуліо Мазаріні, першому міністру та фактичному правителю Франції за малолітства Людовіка XIV, Карл трохи впорядкував фінанси Мантуї. Однак, цього виявилось недостатньо і у 1659 році Карл продав Неверське та Ретельське герцогства тому ж покупцеві. Таким чином вони увійшли до складу Французького королівства.
Герцог пішов з життя досить молодим, у 35 років. Висувалися різні гіпотези щодо його смерті. Згідно з однією, він був отруєний дружиною та її коханцем Карло Булґаріні, згідно з другою — самоотруївся сумішшю афродизіаків, які використовував для збільшення потенції, згідно з третьою — смерть настала під час статевого акту.
Володаря Мантуї не стало 14 серпня 1665 року. Його поховали в базиліці Святої Барбари, що була придворною церквою Мантуї і входила до складу Герцогського палацу.

## Особисте життя
Шлюб Карла був актом дипломатії. Після народження дитини, стосунки Карла з дружиною фактично закінчилися, і Карл продовжив стосунки з дворянкою Маргаритою делла Ровере. Він також мав романи з чоловіками, включно з кастратом Атто Мелані.

### Родина
Дружина — Ізабелла Клара Австрійська
Дітиː
- Карл Фердинанд (1652—1708) — останній герцог Мантуї та Монтферрата, суверенний князь Арша, був двічі одруженим,[4] мав єдиного сина.